# Wendy Holdener
Wendy Holdener (Unteriberg, 12 mei 1993) is een Zwitserse alpineskiester. Ze vertegenwoordigde haar vaderland op de Olympische Winterspelen 2014 in Sotsji en op de Olympische Winterspelen 2018 in Pyeongchang.

## Carrière
Holdener maakte haar wereldbekerdebuut in oktober 2010 in Sölden. Een maand later scoorde ze in Aspen haar eerste wereldbekerpunten. Op de wereldkampioenschappen alpineskiën 2011 in Garmisch-Partenkirchen eindigde de Zwitserse als 29e op de reuzenslalom, op de slalom wist ze niet te finishen. In december 2012 behaalde Holdener in Åre haar eerste toptienklassering in een wereldbekerwedstrijd. In Schladming nam ze deel aan de wereldkampioenschappen alpineskiën 2013. Op dit toernooi eindigde ze als elfde op de slalom en als 26e op de reuzenslalom. In maart 2013 stond de Zwitserse in Ofterschwang voor de eerste maal in haar carrière op het podium van een wereldbekerwedstrijd. Tijdens de Olympische Winterspelen van 2014 in Sotsji wist Holdener op zowel de slalom als de reuzenslalom de finish niet te bereiken.
Op de wereldkampioenschappen alpineskiën 2015 in Beaver Creek eindigde Holdener als zeventiende op de reuzenslalom, op de slalom wist ze niet te finishen. Op 23 februari 2016 boekte ze in Stockholm haar eerste wereldbekerzege. In 2016 pakte ze ook de wereldbeker op de supercombinatie. In Sankt Moritz nam de Zwitserse deel aan de wereldkampioenschappen alpineskiën 2017. Op dit toernooi werd ze wereldkampioene op de alpine combinatie, daarnaast behaalde ze de zilveren medaille op de slalom. Samen met Camille Rast, Luca Aerni en Reto Schmidiger eindigde ze als vierde in de landenwedstrijd. Tijdens de Olympische Winterspelen van 2018 in Pyeongchang veroverde Holdener de zilveren medaille op de slalom en de bronzen medaille op de alpine combinatie, op de reuzenslalom eindigde ze op de negende plaats. In de landenwedstrijd sleepte ze samen met Denise Feierabend, Luca Aerni, Daniel Yule en Ramon Zenhäusern de gouden medaille in de wacht.

## Resultaten

### Olympische Winterspelen
| Jaar | Plaats      | Resultaten                                                        |
| ---- | ----------- | ----------------------------------------------------------------- |
| 2014 | Sotsji      | DNF Slalom DNF Reuzenslalom                                       |
| 2018 | Pyeongchang | Alpine combinatie · Slalom · 9e Reuzenslalom · Landenwedstrijd    |
| 2022 | Peking      | Alpine combinatie · Slalom · 9e Reuzenslalom · 6e Landenwedstrijd |

### Wereldkampioenschappen
| Jaar | Plaats                 | Resultaten                                                                                     |
| ---- | ---------------------- | ---------------------------------------------------------------------------------------------- |
| 2011 | Garmisch-Partenkirchen | 5e Landenwedstrijd 29e Reuzenslalom DNF Slalom                                                 |
| 2013 | Schladming             | 9e Landenwedstrijd 11e Slalom 26e Reuzenslalom                                                 |
| 2015 | Beaver Creek           | 4e Landenwedstrijd 17e Reuzenslalom DNF2 Slalom                                                |
| 2017 | Sankt Moritz           | Combinatie · Slalom · 4e Landenwedstrijd                                                       |
| 2019 | Åre                    | Combinatie · 14e Super G · 15e Reuzenslalom · 17e Slalom · Landenwedstrijd                     |
| 2023 | Courchevel-Méribel     | Alpine combinatie · Parallel reuzenslalom · 5e Landenwedstrijd · 18e Reuzenslalom · DNF Slalom |
| 2025 | Saalbach               | Slalom · Team Combinatie · Landenwedstrijd · 25e Reuzenslalom                                  |

### Wereldbeker
Eindklasseringen
| Seizoen   | Algm   | AD  | SL     | RS  | SG  | PAR   | SC     |
| --------- | ------ | --- | ------ | --- | --- | ----- | ------ |
| 2010/2011 | 89e    | 49e | 38e    | –   | –   |       | 27e    |
| 2011/2012 | 67e    | –   | 31e    | –   | –   | 19e   |        |
| 2012/2013 | 20e    | –   | 6e     | 42e | –   | 33e   |        |
| 2013/2014 | 29e    | –   | 10e    | 35e | –   | 12e   |        |
| 2014/2015 | 22e    | –   | 8e     | 46e | 52e | 7e    |        |
| 2015/2016 | 6e     | –   | Brons  | 30e | 45e | Goud  |        |
| 2016/2017 | 8e     | –   | Brons  | 22e | 53e | Brons |        |
| 2017/2018 | Zilver | 39e | Zilver | 8e  | 22e | Goud  |        |
| 2018/2019 | Brons  | 48e | Brons  | 7e  | 22e | Brons |        |
| 2019/2020 | 6e     | 38e | 4e     | 6e  | 15e | 13e   | Zilver |
| 2020/2021 | 10e    | –   | 5e     | 22e | 27e | 20e   |        |
| 2021/2022 | 14e    | 46e | 5e     | 25e | 25e | –     |        |
| 2022/2023 | 7e     | –   | Zilver | 17e | 24e |       |        |
| 2023/2024 | 57e    | –   | 21e    | 41e | –   |       |        |
| 2024/2025 | 10e    | –   | 6e     | 15e | –   |       |        |

Wereldbekerzeges
| Datum            | Plaats      | Onderdeel         |
| ---------------- | ----------- | ----------------- |
| 23 februari 2016 | Stockholm   | City Event        |
| 13 maart 2016    | Lenzerheide | Supercombinatie   |
| 26 januari 2018  | Lenzerheide | Alpine combinatie |
| 27 november 2022 | Killington  | Slalom            |
| 11 december 2022 | Sestriere   | Slalom            |